# Sinahemana Hekau
Sinahemana Hekau, née vers 1980, est une avocate et femme politique niuéenne.

## Biographie
Issue d'une famille de treize enfants, elle est la fille de Makamau Hekau, député d'Alofi-sud au Parlement de Niué de 1993 à 1996, et de Maihetoe Hekau, un temps présidente de la Commission du Service public de Niué et députée de 2008 à 2011 (élue au scrutin national),. Elle devient avocate pour le compte du gouvernement niuéen et, en 2004, remporte le titre de reine de beauté Miss Pacifique Sud.
Elle est élue à son tour députée au Parlement de Niué aux élections législatives de 2023, au scrutin national qui pourvoie six des vingt sièges de l'assemblée. Le 12 mai, elle est nommée adjointe au Premier ministre Dalton Tagelagi.